# 张好生
张好生（1936年5月—2014年1月5日），男，河南灵宝人，中华人民共和国政治人物。

## 生平
毕业于天津师范学院数学系，后担任天津市第五十五中学教员、教导处副主任，卫津路中学副校长、天津市第三十七中学副校长、校长。1980年，担任和平区副区长。1991年11月，担任天津市人民政府秘书长。1992年9月，担任天津市副市长。1998年，改任天津市第十届政协副主席。2014年1月，因病在天津去世。